# Generic Mapping Tools
англ. Generic Mapping Tools, укр. загальні картографічні інструменти (GMT) — набір утиліт з відкритим вихідним кодом для обробки та візуалізації дво- і тривимірних масивів даних, зокрема, рестеризації, застосування цифрових фільтрів, обчислення картографічних проєкцій, тощо.
Двовимірні масиви даних програми отримують в COARDS-сумісному форматі netCDF. До поставки входять додаткові набори даних, такі як берегові лінії, державні кордони, річки, координати деяких інших географічних об'єктів. Також можливий імпорт даних користувача, що зберігаються в інших форматах. Графічні результати обробки надаються в форматі PostScript (PS) або Encapsulated PostScript (EPS).